# Denkmalgeschützte Objekte im Bezirk Oberwart
Im Bezirk Oberwart bestehen 344 denkmalgeschützte Objekte. Die unten angeführte Liste führt zu den Gemeindelisten und gibt die Anzahl der Objekte an.
| Gemeindeliste              | Objektanzahl |
| -------------------------- | ------------ |
| Bad Tatzmannsdorf          | 8            |
| Badersdorf                 | 7            |
| Bernstein                  | 12           |
| Deutsch Schützen-Eisenberg | 10           |
| Grafenschachen             | 3            |
| Großpetersdorf             | 13           |
| Hannersdorf                | 6            |
| Jabing                     | 4            |
| Kemeten                    | 2            |
| Kohfidisch                 | 7            |
| Litzelsdorf                | 7            |
| Loipersdorf-Kitzladen      | 3            |
| Mariasdorf                 | 8            |
| Markt Allhau               | 9            |
| Markt Neuhodis             | 7            |
| Mischendorf                | 7            |
| Neustift an der Lafnitz *  | 0            |
| Oberdorf im Burgenland     | 2            |
| Oberschützen               | 21           |
| Oberwart                   | 26           |
| Pinkafeld                  | 22           |
| Rechnitz                   | 18           |
| Riedlingsdorf              | 2            |
| Rotenturm an der Pinka     | 15           |
| Schachendorf               | 4            |
| Schandorf                  | 6            |
| Stadtschlaining            | 90           |
| Unterkohlstätten           | 4            |
| Unterwart                  | 6            |
| Weiden bei Rechnitz        | 8            |
| Wiesfleck                  | 4            |
| Wolfau                     | 3            |

* für diese Gemeinde sind keine denkmalgeschützten Objekte ausgewiesen